# Alopecosa himalayaensis
Alopecosa himalayaensis là một loài nhện trong họ Lycosidae.
Loài này thuộc chi Alopecosa. Alopecosa himalayaensis được Hsen Hsu Hu miêu tả năm 2001.